# Jesse Helms
Jesse Alexander Helms Jr. (18 de octubre de 1921-4 de julio de 2008) fue un periodista, ejecutivo de medios y político estadounidense. Líder del movimiento conservador, se desempeñó como senador por Carolina del Norte de 1973 a 2003. Fue presidente del Comité de Relaciones Exteriores del Senado de 1995 a 2001, tuvo una participación importante en la política exterior. Helms ayudó a organizar y financiar el resurgimiento conservador en la década de 1970, concentrándose en la búsqueda de Ronald Reagan de la Casa Blanca, así como en ayudar a muchos candidatos locales y regionales. 
Helms fue el senador elegido por el pueblo con más años de servicio en la historia de Carolina del Norte. Se le atribuyó ampliamente el hecho de haber transformado el estado de partido único en un estado bipartidista competitivo. Abogó por el movimiento de los conservadores del Partido Demócrata, que consideraban muy liberal, al Partido Republicano. La operación de correo directo de vanguardia del National Congressional Club controlado por Helms recaudó millones de dólares para Helms y otros candidatos conservadores, lo que permitió a Helms gastar más que sus oponentes en la mayoría de sus campañas. Helms fue el político más estridentemente conservador de la era posterior a la década de 1960, especialmente en oposición a la intervención federal en lo que él consideraba asuntos estatales (incluida la integración legislativa a través de la Ley de Derechos Civiles y la aplicación del sufragio a través de la Ley de Derechos Electorales ).
Como presidente del Comité de Relaciones Exteriores del Senado, exigió una política exterior incondicionalmente anticomunista que recompensara a los amigos de Estados Unidos en el extranjero y castigara a sus enemigos. Sus relaciones con el Departamento de Estado eran a menudo amargas y negó a numerosos nombramientos presidenciales.
En los asuntos internos, Helms promovió el desarrollo industrial en el sur, buscando impuestos bajos y pocos sindicatos para atraer a corporaciones del norte e internacionales a trasladarse a Carolina del Norte. En cuestiones sociales, Helms fue conservador. Combinó el conservadurismo cultural, social y económico, que a menudo ayudó a que su legislación ganara un amplio apoyo popular. Luchó contra lo que consideraba liberalismo al oponerse a los derechos civiles, los derechos de las personas con discapacidad, el feminismo, los derechos de los homosexuales, la acción afirmativa, el acceso a los abortos, la Ley de Restauración de la Libertad Religiosa (RFRA) y la Fundación Nacional para las Artes . Helms aportó una "agresividad" a su conservadurismo, como en su retórica contra la homosexualidad .

### Premios

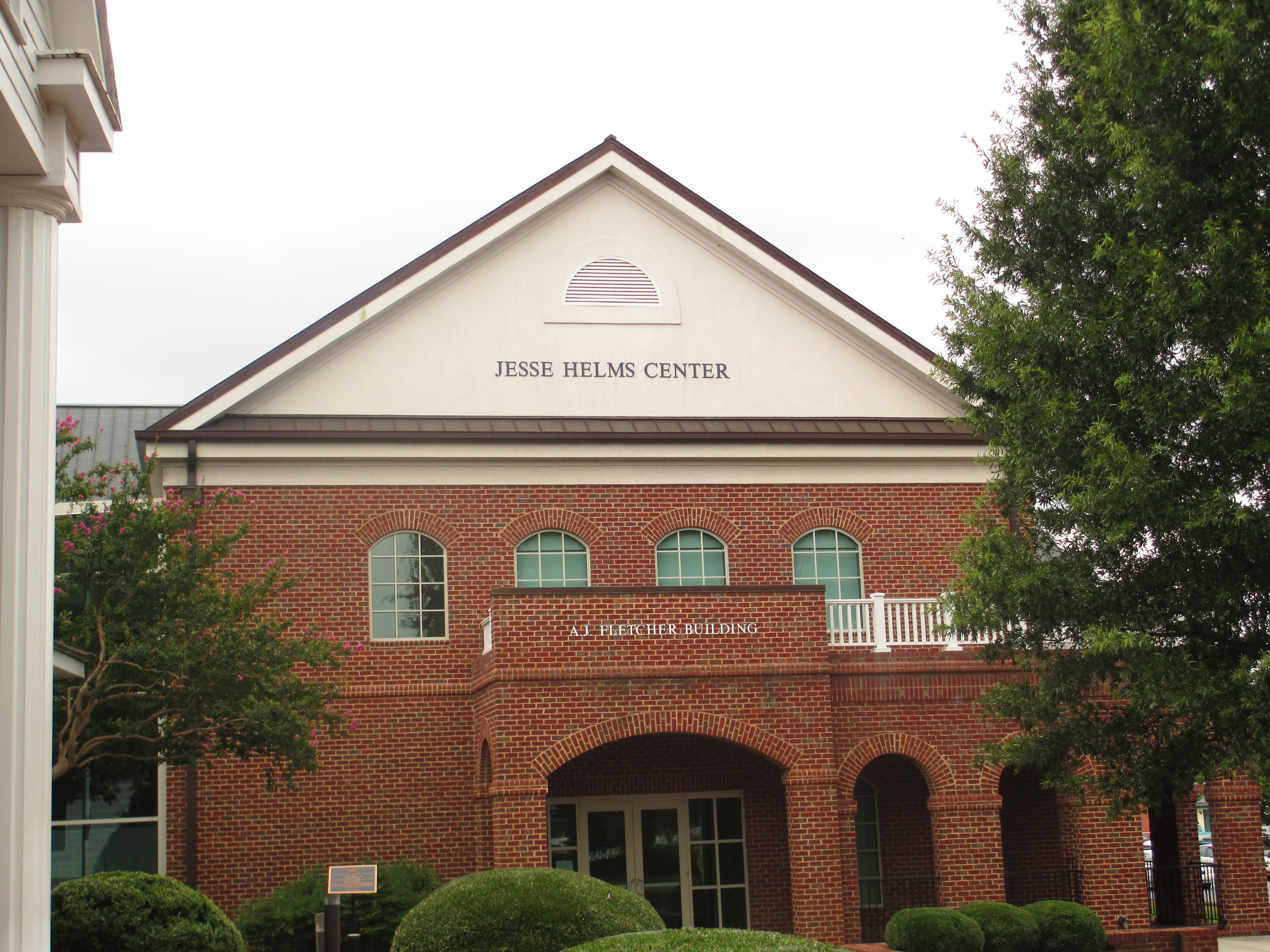
El Jesse Helms Center se encuentra junto al Ayuntamiento de Wingate.

Helms obtuvo títulos honoríficos de varias universidades religiosas, incluida la Universidad Bob Jones, la Universidad Campbell, el Grove City College y su alma mater, la Universidad Wingate.
- República de China: Orden de la Nube Propicia  (2002)[6]